# Stary Bukowiec (gromada)
Stary Bukowiec – dawna gromada, czyli najmniejsza jednostka podziału terytorialnego Polskiej Rzeczypospolitej Ludowej w latach 1954–1972.
Gromady, z gromadzkimi radami narodowymi (GRN) jako organami władzy najniższego stopnia na wsi, funkcjonowały od reformy reorganizującej administrację wiejską przeprowadzonej jesienią 1954 do momentu ich zniesienia z dniem 1 stycznia 1973, tym samym wypierając organizację gminną w latach 1954–1972.
Gromadę Stary Bukowiec z siedzibą GRN w Starym Bukowcu utworzono – jako jedną z 8759 gromad na obszarze Polski – w powiecie kościerskim w woj. gdańskim na mocy uchwały nr 18/III/54 WRN w Gdańsku z dnia 5 października 1954. W skład jednostki weszły obszary dotychczasowych gromad Nowy Bukowiec, Olpuch i Stary Bukowiec, ponadto miejscowość Foshuta z dotychczasowej gromady Foshuta oraz miejscowość Ruda z dotychczasowej gromady Bartoszylas, ze zniesionej gminy Stara Kiszewa, a także miejscowości Bestra Suka i Chrósty z dotychczasowej gromady Nowa Kiszewa ze zniesionej gminy Kościerzyna – w tymże powiecie. Dla gromady ustalono 11 członków gromadzkiej rady narodowej.
1 stycznia 1960 do gromady Stary Bukowiec włączono miejscowość Nowa Kiszewa ze zniesionej gromady Stawiska w tymże powiecie.
1 stycznia 1962 do gromady Stary Bukowiec włączono miejscowości Warszawa, Kozia Obora i Nowe Polaszki ze zniesionej gromady Stare Polaszki w tymże powiecie.
1 stycznia 1972 gromadę zniesiono, a jej obszar włączono do gromad: Stara Kiszewa (miejscowości Foshuta, Nowe Polaszki, Nowy Bukowiec, Olpuch i Stary Bukowiec) i Kościerzyna (miejscowość Nowa Kiszewa) w tymże powiecie.